# Liste der Kulturdenkmäler in Mettenheim (Rheinhessen)
In der Liste der Kulturdenkmäler in Mettenheim sind alle Kulturdenkmäler der rheinland-pfälzischen Ortsgemeinde Mettenheim aufgeführt. Grundlage ist die Denkmalliste des Landes Rheinland-Pfalz (Stand: 25. März 2025).

## Denkmalzonen
| Bezeichnung                                  | Lage                                                        | Baujahr | Beschreibung | Bild |
| -------------------------------------------- | ----------------------------------------------------------- | ------- | --- | ---- |
| Denkmalzone historischer Friedhof Mettenheim | Kirchgasse Lage                                             | 1828    | 1828 eingeweiht; im südlichen Friedhofsteil: 132 Grabsteine von 1844 bis 1930, Umfassungsmauer mit Tor | BW   |
| Denkmalzone Michelsberg                      | südlich des Ortes; Flur Michelsberg und Osthofener Weg Lage | 1847    | Weinbergsanlage mit Pavillon, Einfriedungen und Eckanwesen; bauliche Gesamtanlage - Weinbergshaus; villenartiger Bau mit Loggia, ursprünglich von 1847, 1888 deutlich umgebaut - Am Michelsberg 1: ehemalige Stallung von 1847, 1920 Umbau zum Wohnhaus, ehemalige Remise | BW   |

## Einzeldenkmäler
| Bezeichnung                  | Lage                                       | Baujahr                              | Beschreibung | Bild                           |
| ---------------------------- | ------------------------------------------ | ------------------------------------ | --- | ------------------------------ |
| Wartenbergisches Rentamt     | Bahnhofstraße 2 Lage                       | 18. Jahrhundert                      | ehemaliges Wartenbergisches Rentamt; spätbarocker Mansardwalmdachbau, 18. Jahrhundert; Wirtschaftsgebäude, 19. Jahrhundert | Fotos hochladen                |
| Rathaus                      | Hauptstraße 1 Lage                         | Ende des 16. Jahrhunderts            | Rathaus mit Renaissance-Treppenturm, Walmdachbau, teilweise Fachwerk, im Kern vom Ende des 16. Jahrhunderts | weitere Bilder Fotos hochladen |
| Wirtshausschild              | Hauptstraße, an Nr. 8 Lage                 | zweites Viertel des 18. Jahrhunderts | barockes Wirtshausschild, Schmiedeeisen, zweites Viertel des 18. Jahrhunderts | BW                             |
| Hofanlage                    | Hauptstraße 21 Lage                        | 18. Jahrhundert                      | Vierseithof; spätbarocker Krüppelwalmdachbau, teilweise Fachwerk, verputzt, frühes 18. Jahrhundert; Toranlage mit Nebenpforte, bezeichnet 1804; Spolie, bezeichnet 1710 | BW                             |
| Hofanlage                    | Hauptstraße 41 Lage                        | 1895                                 | Dreiseithof; stattlicher spätgründerzeitlicher Klinkerbau, bezeichnet 1895, Wirtschaftsgebäude um 1900 | BW                             |
| Kelterhaus                   | Hauptstraße 48 Lage                        | 1913                                 | Kelterhaus der Winzergenossenschaft; Ziegelbau, Mansarddach, bezeichnet 1913 | BW                             |
| Kriegerdenkmal               | Kirchgasse, auf dem Friedhof Lage          | 1924                                 | auf dem Neuen Friedhof: Kriegerdenkmal 1914/18, dreiseitig geschlossene stattliche Anlage, 1924 von Architekt Hein, Worms und Kunstmaler Richard Stumm, Worms | BW                             |
| Evangelische Pfarrkirche     | Kirchgasse 3 Lage                          | 1748–56                              | spätbarocker Saalbau, 1748–56 von Maurermeister Blattner aus Osthofen erbaut. Stiftung von Graf Casimir. Der Saalbau hat einen dreiseitigen Schluss. Hinter der reich gegliederten Giebelfront starker Dachreiter mit Kuppel und Laterne. Die Ausstattung ist bescheiden, die Farbfassung aus der Erbauungszeit ist erhalten, wurde aber 1968 etwas vergröbert erneuert. An der Südseite befindet sich die Kanzel mit Pfarrstuhl. An den drei übrigen Seiten durchlaufende Empore, die im Osten die Orgel der Stumm-Brüder von 1762, im Westen den logenartigen Grafenstuhl trägt. Johann Christoph Kaerl (oder Kierl) führte die Schreiner- und Bildhauerarbeiten durch. Der Taufstein ist mit 1755 bezeichnet. | weitere Bilder Fotos hochladen |
| Wohnhaus                     | Kirchgasse 4 Lage                          | um 1700                              | barocker Krüppelwalmbau, teilweise Zierfachwerk, Spolie an Toranlage, bezeichnet 1726; platzbildprägend | BW                             |
| Evangelisches Pfarrhaus      | Kirchgasse 7 Lage                          | 1768                                 | ehemaliges evangelisches Pfarrhaus, im Kern von 1768, 1832 aufgestockt | Fotos hochladen                |
| Gartenpavillon „Hütte Maria“ | Kirchgasse, bei Nr. 9 Lage                 | um 1920                              | Gartenhaus mit Veranda, Weiher und Baumbestand, gegen 1920; davor zwei Skulpturen von Stanislaus Cauer, Bad Kreuznach; Backstein- bzw. Bruchsteinummauerung mit zwei Toren | BW                             |
| Wasserbehälter               | westlich des Ortes; Flur Sandhellborn Lage | 1905                                 | Jugendstil-Typenbau mit Sandsteinquaderfassade, bezeichnet 1905 | BW                             |

## Ehemalige Kulturdenkmäler
| Bezeichnung | Lage                 | Baujahr         | Beschreibung | Bild |
| ----------- | -------------------- | --------------- | --- | ---- |
| Wohnhaus    | Backhausgasse 8 Lage | 1606            | Massivbau, teilweise Fachwerk, im Kern Renaissancebau, Torbogen bezeichnet 1606; aus Denkmalliste gelöscht                              | BW   |
| Wohnhaus    | Brunnengang 3 Lage   | 18. Jahrhundert | barockes Fachwerkhaus, teilweise massiv, Mansardwalmdach, 18. Jahrhundert, Toranlage aus dem 19. Jahrhundert; aus Denkmalliste gelöscht | BW   |
| Hofanlage   | Hauptstraße 14 Lage  | 19. Jahrhundert | Dreiseithof, 19. Jahrhundert; Türsturz bezeichnet 1736; aus Denkmalliste gelöscht                                                       | BW   |
| Wohnhaus    | Schulstraße 1 Lage   | 18. Jahrhundert | barockes Fachwerkhaus, teilweise massiv, Walmdach, 18. Jahrhundert; aus Denkmalliste gelöscht                                           | BW   |